# ヒロミ・指原の“恋のお世話始めました”
『ヒロミ・指原の“恋のお世話始めました”』（ヒロミ・さしはらのこいのおせわはじめました）は、テレビ朝日とABEMAで2020年10月30日から2023年9月29日まで放送されていたバラエティ番組である。略称は『恋セワ』。

## 概要
2020年10月改編で新設されたバラエティ枠『ネオバズ』と新番組として開始。毎月第4金曜 0:50 - 1:50（木曜深夜）の月イチバラエティ番組。第1 - 第3週はABEMAで配信を行う。2021年4月より放送時間を0:20 - 1:20に変更。
芸能人、著名人のために、交流会をセッティング。MCのヒロミと指原莉乃がそこで繰り広げられる攻防を解説しつつ、参加者たちに直接アドバイスやトークテーマの指令なども送る超実践型恋愛学バラエティ番組。一般的な恋愛リアリティショーと異なり、リアリティーパートとスタジオパートを分けず同一空間で進行していく。
私物のスマホでの実際使用しているLINE交換を行う。エンディングコーナーでは男性陣から、LINE交換相手へ1対1でのデートの「お誘い」をし、1分以内にOKの返事が来れば「お誘いOK」となる。時間内にLINE交換できなければコーナーに参加できない。
当番組終了後の11月にテレビ朝日で放送が開始された『キッチンカー大作戦!』は、当番組と同じく秋元康が企画し、ヒロミと指原莉乃がレギュラー出演している。

## 出演者

### MC
- ヒロミ
- 指原莉乃
- 野呂佳代 - 第7・8回では指原が欠席での代役出演[6]。

## 放送リスト
| 回 | 放送日   | 男性ゲスト | 女性ゲスト                                                                              | 特記     |
| -- | -------- | --- | --------------------------------------------------------------------------------------- | -------- |
| 1  | 10月30日 | - 藤本敏史（FUJIWARA） - 清宮海斗 - 西川俊介 - 山本浩司（タイムマシーン3号） - 渡辺裕太                                | - 芹那 - 岩﨑名美 - 森咲智美 - 華 - 弘中綾香（テレビ朝日アナウンサー）                  |          |
| 2  | 11月5日  | - 清宮海斗 - 定岡ゆう歩 - 林家たま平 - 山本浩司（タイムマシーン3号） - 和田貴志（鬼ヶ島）                              | - 板野成美 - 塩地美澄 - 手島優 - 和地つかさ - 弘中綾香（テレビ朝日アナウンサー）        | 配信のみ |
| 3  | 11月12日 | - ZiNEZ - 田中理来 - 坪倉由幸（我が家） - 別府ともひこ（エイトブリッジ）                                               | - 安倍乙（劇団4ドル50セント） - 加藤万里奈 - 亀田姫月 - 橋本梨菜                        | 配信のみ |
| 4  | 11月19日 | - 金子学（うしろシティ） - 定岡ゆう歩 - 坪倉由幸（我が家） - 水谷駿                                                    | - 才木玲佳 - 都美 - 西野未姫 - 日野麻衣                                                 | 配信のみ |
| 5  | 11月27日 | - 田中理来 - 寺川俊平（テレビ朝日アナウンサー） - 寺西優真 - ひろせひろせ（フレンズ/nicoten） - 山添寛（相席スタート） | - 大石絵理 - KOZUE（サイバージャパンダンサーズ） - 小林礼奈 - なちょす - ほのか         |          |
| 6  | 12月3日  | - 尾崎尉二（劇団4ドル50セント） - バッドナイス常田 - 牧田習 - 山添寛（相席スタート）                                   | - 赤井沙希 - ELENA（サイバージャパンダンサーズ） - 本郷杏奈 - 松浦景子                  | 配信のみ |
| 7  | 12月10日 | - アンノユウキ - 菅良太郎（パンサー） - スーパー3助（にゃんこスター） - 中村碧十（劇団4ドル50セント）                  | - 青山めぐ - 香衣 - 佐藤夕璃 - MARIE（東京ゲゲゲイ）                                    | 配信のみ |
| 8  | 12月17日 | - 菅良太郎（パンサー） - K-SUKE - 武部尋斗 - 寺田真二郎                                                                | - 荒井レイラ - 菅原りこ - 手島優 - 橋本梨菜                                             | 配信のみ |
| 9  | 12月25日 | - 後上翔太（純烈） - 下山明彦 - 松井ケムリ（令和ロマン） - 森光 - 山本一慶                                             | - 入山杏奈（AKB48） - 加藤ナナ - 菅原りこ - 芹那 - 並木万里菜（テレビ朝日アナウンサー） |          |

| 回 | 放送日   | 男性ゲスト                                                                                          | 女性ゲスト                                                                | 特記          |
| -- | -------- | --------------------------------------------------------------------------------------------------- | ------------------------------------------------------------------------- | ------------- |
| -  | 1月4日   | （傑作選・恋セワ人気エピソード特集）                                                                | （傑作選・恋セワ人気エピソード特集）                                      | 配信のみ      |
| 10 | 1月14日  | - 板倉輝 - 植野行雄（デニス） - 小海元 - 丸目聖人                                                   | - 麻木玲那 - 堀みづき - もえのあずき（エラバレシ） - 山田麻莉奈           | 配信のみ      |
| 11 | 1月21日  | - 青山Ray春翔 - バットナイス常田 - 林家たま平 - 水谷駿                                              | - 入山杏奈（AKB48） - 森山るり - 山根千佳 - 若尾綾香                      | 配信のみ      |
| 12 | 1月29日  | - 井口浩之（ウエストランド） - 武部尋斗 - 松下▽ - 目黒耕平（真夜中の12時）                          | - 兒玉遥 - 高見奈央 - 宮崎理奈 - 若尾綾香                                 |               |
| 13 | 2月4日   | - AKI - 桑原勝 - パーマ大佐 - 渡辺裕太                                                              | - 青科まき - 新川千華 - 高見奈央 - なちょす                               | 配信のみ      |
| 14 | 2月11日  | - 荒立竜次 - 尾崎尉二（劇団4ドル50セント） - 坪倉由幸（我が家） - 山上佳之介（山上兄弟）            | - KONAN - コルファージュリア - 松嶋えいみ - 森山るり                      | 配信のみ      |
| 15 | 2月18日  | - 青木悠 - 青山フォール勝ち（ネルソンズ） - 杉浦大毅 - 丸目聖人                                     | - Ami - 井澤薫巴 - 加藤智子 - 川瀬もえ                                    | 配信のみ      |
| 16 | 2月26日  | - 武井壮 - 寺田真二郎 - 堀丞 - 森光                                                                 | - 安藤美姫 - 大島由香里 - COCO - 桃衣香帆                                 |               |
| 17 | 3月4日   | - 樫尾篤紀 - KO-TA - コージ・トクダ - 矢島愛弥                                                      | - 小松美月 - 西脇彩華 - 星島沙也加 - LUNA                                 | 配信のみ      |
| 18 | 3月11日  | - アンノユウキ - 伊藤俊介（オズワルド） - 海野裕二（ジェラードン） - 一光希 - 馬場拓海              | - 秋山真凜 - みうらうみ - 山口厚子 - RaMu                                 | 配信のみ      |
| 19 | 3月18日  | （特別編・渡辺裕太&なちょすのガチデートSP）                                                         | （特別編・渡辺裕太&なちょすのガチデートSP）                               | 配信のみ      |
| 20 | 3月26日  | - 井口浩之（ウエストランド） - コージ・トクダ - 別府ともひこ（エイトブリッジ） - 松下宣夫（デニス） | - 青井春 - 大貫彩香 - 高橋凛 - 藤本ひなの                                 |               |
| 21 | 4月1日   | - 石川竜太郎 - K-SUKE - 白石泰智（WIN=W1N） - 長谷川俊輔（クマムシ）                                | - 植田せりな - ひかぷぅ - 福井セリナ - 堀みづき                           | 配信のみ      |
| 22 | 4月8日   | - 岩城滉太 - 岩永達也 - 岸洋佑 - 桜木那智                                                           | - 神谷由香 - 中澤瞳 - 御影宇那 - 山﨑もあな                               | 配信のみ      |
| 23 | 4月15日  | - 小野竜輔（ダイヤモンド） - TAKAHARU - 田村侑久（BOYS AND MEN） - 成瀬勇気                         | - 香川沙耶 - 小日向結衣 - 佐分利眞由奈 - 浜岡真優                         | 配信のみ      |
| 24 | 4月22日  | （特別編・手島優&パンサー菅のガチデートSP）                                                         | （特別編・手島優&パンサー菅のガチデートSP）                               | 配信のみ      |
| 25 | 4月30日  | - アントニー（マテンロウ） - 岩永達也 - 西野入流佳 - 山上佳之介（山上兄弟）                         | - 朝比パメラ - くりえみ - 小池美由 - 中山さつき                           |               |
| 26 | 5月6日   | - 上野一稀 - 木佐凌一朗（翠星チークダンス） - 菅井義久（甘党男子） - 花井祥平                       | - 川村海乃 - 北原ゆか - 倉田莉子 - 三宅真由                               | 配信のみ      |
| 27 | 5月13日  | - 石岡快斗 - 澤井一希 - 竹川優雅 - 吉田共朗                                                         | - 東菜摘 - 相楽咲花 - 杉浦琴乃 - 茶屋辻ねろ                               | 配信のみ      |
| 28 | 5月20日  | （特別編・芸人&イケメン医者&女優のガチデートSP）                                                    | （特別編・芸人&イケメン医者&女優のガチデートSP）                          | 配信のみ      |
| 29 | 5月28日  | - 井口浩之（ウエストランド） - 島太星（NORD/Love Harmony's, Inc.） - 鈴木志遠 - 山口純              | - 海里 - 川村エミコ（たんぽぽ） - 園部琴子 - 浜名南帆                     |               |
| 30 | 6月3日   | - 青山フォール勝ち（ネルソンズ） - 荒立竜次 - 蔵田尚樹（micc.） - 村越優汰                          | - 阿久津真央 - 西山野園美 - 西山乃利子 - みほとけ                         | 配信のみ      |
| 31 | 6月17日  | - 豆鞘俊平 - 平賀勇成（micc.） - 結城寛之（UP ROAD BOYS） - ロジャー（大自然）                      | - アシュリー - 伊藤千凪海 - KOZUE（サイバージャパンダンサーズ） - 林凛    | 配信のみ      |
| 32 | 6月25日  | - 青山凱 - 天野眞隆 - 一条ヒカル - ZAZY                                                             | - 赤羽もも - 志田音々 - 山田佳奈実 - 松本優                               |               |
| 33 | 7月1日   | - 足立敬大 - 杉昇真 - 谷山聖哉 - 西村ヒロチョ                                                       | - 新矢皐月 - 火将ロシエル - 才木玲佳 - 松倉さり                           | 配信のみ      |
| 34 | 7月8日   | - 小川翔 - バイク川崎バイク - 熊木隆斗 - SHINO                                                      | - 緒方咲 - 谷かえ - 中城あすか - 南野巴那                                 | 配信のみ      |
| SP | 7月9日   | - 武井壮 - 西野入流佳 - 花田優一 - 村上健志（フルーツポンチ）                                       | - 大島由香里 - くりえみ - 小日向ゆか - 新田さちか                         | 23:15 - 24:15 |
| 35 | 7月15日  | （特別編・イケメン俳優&美人アナウンサーのガチデートSP）                                             | （特別編・イケメン俳優&美人アナウンサーのガチデートSP）                   | 配信のみ      |
| 36 | 7月23日  | - 金津匡哉 - 休日課長（ゲスの極み乙女。） - たかし（トレンディエンジェル） - 松代大介               | - 逢沢りな - 平瀬フィーナ - 正本レイラ - 百瀬りえ                         |               |
| 37 | 8月5日   | - お見送り芸人しんいち - 新田見直登 - 松下▽ - LIGHT                                                 | - 伊藤彩華 - えりなっち - 琴之もも夏 - 佐野マリア                         | 配信のみ      |
| 38 | 8月12日  | - 兎（ロングコートダディ） - 上堂地かんき - 川村泰成（UP ROAD BOYS） - 春山翔                       | - 小島みゆ - 笹木かおり - 日刈なみ - 蘭乃はな                             | 配信のみ      |
| 39 | 8月19日  | （特別編・フルポン村上&グラドル小日向のガチデートSP）                                               | （特別編・フルポン村上&グラドル小日向のガチデートSP）                     | 配信のみ      |
| 40 | 8月27日  | - 池田直人（レインボー） - クレイ勇輝 - 春木開 - 三島涼                                             | - 礒部希帆 - 小島まゆみ - 佐伯茉鈴 - 芹那                                 | 0:55 - 1:55   |
| 41 | 9月2日   | - 奥雄人 - 河野泰佑 - GO!皆川 - 乃上貴翔                                                            | - かんあゆ - 西田麻衣 - 前山奈津巴 - 八木優羽亜                           | 配信のみ      |
| 42 | 9月9日   | - 河本立徳 - 鈴木智有 - 山口純 - ゆってぃ                                                           | - 阿部なつき - 金子きょんちぃ（ぱーてぃーちゃん） - 出口亜梨沙 - 山下恵奈 | 配信のみ      |
| 43 | 9月16日  | - アポロン山崎 - 和宥 - 橘薫 - 藤田真澄                                                             | - 小山ひかる - 本池友香 - 夢咲ももな - 吉野七宝実                         | 配信のみ      |
| 44 | 9月23日  | - 北原一希 - とよだ恭兵 - 西川俊介 - 松原ゆい（ロングアイランド）                                   | - 石川舞花 - 嶋村瞳 - 鈴原紗央 - Raia                                     | 配信のみ      |
| 45 | 10月1日  | - 池田航 - 尾崎優太 - せりしゅん - 長友光弘（響）                                                   | - 石岡真衣（恵比寿★マスカッツ） - ジョカベル美羽 - 羽柴なつみ - 藤田もも  |               |
| 46 | 10月7日  | （特別編・トレンディたかしと休日課長がガチデートで対決!前半）                                       | （特別編・トレンディたかしと休日課長がガチデートで対決!前半）             | 配信のみ      |
| 47 | 10月14日 | （特別編・トレンディたかしと休日課長がガチデートで対決!後半）                                       | （特別編・トレンディたかしと休日課長がガチデートで対決!後半）             | 配信のみ      |
| 48 | 10月21日 | - ジャンボたかお（レインボー） - ジョナサン・シガー - 直昌宏 - 宮寺貴也                             | - ヴァネッサ・パン - 七瀬ルナ - 宮島咲良 - 戸田れい                       | 配信のみ      |
| 49 | 10月29日 | - 佐々木崇博（うるとらブギーズ） - 花田優一 - 濱屋拓斗 - もち                                       | - 天城あいれ - 名取くるみ - 真央 - あまもも                               |               |
| 50 | 11月4日  | - 菅井義久（甘党男子） - 松尾侑治（ロングアイランド） - 松波凛晟 - 橋口巧                           | - かれしちゃん - 白藤有華（恵比寿★マスカッツ） - REN - ほのぴす           | 配信のみ      |
| 51 | 11月11日 | - 加来亮凪 - 達美翔 - MARIMO。 - 村田大樹（赤もみじ）                                               | - 髙橋菜々 - Hitomi - るん - YUMIKA                                       | 配信のみ      |
| 52 | 11月18日 | - 岡田康太 - ないとー - 林直樹 - 森下直人（ななまがり）                                             | - サトイ - 白鳥紗良 - 谷口彩菜 - 蘭                                       | 配信のみ      |
| 53 | 11月26日 | - 青木悠 - 市川刺身（そいつどいつ） - 田村侑久（BOYS AND MEN） - 萩原章太                           | - 小池美由 - 小山ティナ - 高橋ゆり - 中川知香                             |               |
| 54 | 12月2日  | - 河北光生 - 橘星音 - 橋口秀一 - ひるちゃん（インポッシブル）                                       | - 木内くるみ - 瀬戸ありす - MIMI - 森祐香                                 | 配信のみ      |
| 55 | 12月9日  | - 鵜澤悠也 - 千葉ストロガノフ（バビロン） - 中岡龍也 - 吉野晃弘                                     | - 依里 - 太田和さくら - 貴玖代 - 松永こころ                               | 配信のみ      |
| 56 | 12月16日 | - 今田竜人 - 風葵 - 川端大亮 - 森本サイダー                                                         | - 茜羽 - 大川成美 - シイナナルミ - 前田美里                               | 配信のみ      |
| 57 | 12月24日 | - 寺田昌之 - 春木開 - 堀内章 - 吉川健太                                                             | - 石川あんな - 橘ひと美 - 辰巳奈都子 - ゆうちゃみ                         |               |

| 回  | 放送日   | 男性ゲスト                                                                 | 女性ゲスト                                                  | 特記        |
| --- | -------- | -------------------------------------------------------------------------- | ----------------------------------------------------------- | ----------- |
| -   | 1月6日   | （傑作選・胸キュンエピソード特集）                                         | （傑作選・胸キュンエピソード特集）                          | 配信のみ    |
| 58  | 1月13日  | - 秋山勇次 - 板橋幸大 - 梅田竜成 - 渡邊孝平（クロスバー直撃）              | - 相良柚月 - あきまっくす - 緒方友莉奈 - 北村華子           | 配信のみ    |
| 59  | 1月20日  | - 青木優斗 - 川口飛雄我 - キャツミ - Belserius                             | - 荒牧理沙 - 片原恵麻 - 立花紫音 - Lei（ЯanaB）             | 配信のみ    |
| 60  | 1月28日  | - 井口浩之（ウエストランド） - 一条ヒカル - クレイ勇輝 - 村越優汰          | - 東菜摘 - 礒部希帆 - もえのあずき（エラバレシ） - 若尾綾香 |             |
| 61  | 2月3日   | - アビコタツヤ（アンコウズ） - 岡本宗史 - 小寺耕平 - ぷろたん              | - 佐々木ちょこ - 野田桃加 - 三島奈々 - 森のんの             | 配信のみ    |
| 62  | 2月10日  | - 佐竹勇己 - 成井俊介 - 長谷川俊輔（クマムシ） - 長谷川翼                  | - ALISA - 桐生美希 - 七瀬音海 - 矢内井玲奈                  | 配信のみ    |
| 63  | 2月17日  | - 岩永高志 - ガク（真空ジェシカ） - 川﨑健太 - 立松尚輝                    | - 咲菜月 - mina（ЯanaB） - 森谷花香 - れいたぴ（山田麗華）  | 配信のみ    |
| 64  | 2月25日  | - 井出朋春 - 久保田かずのぶ（とろサーモン） - 杉浦耕作 - 白鳥聖也          | - でか美ちゃん - 野崎萌香 - 室田瑞希 - 山田かな             | 0:30 - 1:30 |
| 65  | 3月3日   | - 青山拓磨 - すがちゃん最高No.1（ぱーてぃーちゃん） - 野田涼太 - 舟津大地  | - 石田梨緒 - 彩月 - 新海まき - 八嶋乃々華                   | 配信のみ    |
| 66  | 3月10日  | - 朝妻徹 - 稲田崇光 - 益田康平（カゲヤマ） - 光平崇弘                      | - 有本羽菜 - 花岡咲 - 前谷万柚子 - マリア友                 | 配信のみ    |
| 67  | 3月17日  | - 池田翼 - 後藤光輝 - MARIMO。 - 山本主税                                  | - 天乃七夕 - たかはし葵 - 水沢まこ - 柳川清香               | 配信のみ    |
| 68  | 3月24日  | - 有村優磨 - KAORU - 今日だろう京太郎（ソロデビュー's） - 福原健斗         | - 紅瑠実 - 立川みくの - 山田南実 - 吉田恵美                 | 配信のみ    |
| 69  | 4月1日   | - 奥雄人 - 斉藤秀翼 - 坪倉由幸（我が家） - 寺島輝                          | - 瑛茉ジャスミン - 河村唯 - 益田アンナ - 山吹りょう         | 0:35 - 1:35 |
| 70  | 4月7日   | - 潔進 - 千田京平 - 永住磨世（キミに届け。） - 鼻矢印永井                  | - 希来々 - 椎名朱音 - 宮瀬なこ - 凛咲子                     | 配信のみ    |
| 71  | 4月14日  | - 尾高裕樹 - 笹本はやて（ネイチャーバーガー） - MiA（MEJIBRAY） - 和田正宏 | - ELLY - 来栖うさこ - 中﨑絵梨奈 - 長谷川万射               | 配信のみ    |
| 72  | 4月21日  | - 大矢悠貴 - 谷川聖哉 - 山本隆太 - ようちゃん（安心安全）                  | - 遠野千夏 - 坂野真理 - 水野遥香 - 由衣                     | 配信のみ    |
| 73  | 4月29日  | - 荒井日向 - 佐藤翔太 - 佐藤文哉 - JP                                      | - 入山杏奈 - クッキー - 月城まゆ - 松川菜々花               |             |
| 74  | 5月5日   | - 安堂大空 - 一瀬晴来 - 小池惟紀 - ノリ（バビロン）                        | - 紅羽祐美 - 芹沢まりな - 新田ゆう - 古河由衣               | 配信のみ    |
| 75  | 5月12日  | - Yes!アキト - 小松貴哉 - てんすけん - 樋口拓海                            | - 大塚杏奈 - 瀬戸なみ - 野田すみれ - 美月千佳               | 配信のみ    |
| 76  | 5月19日  | - 大空 - 大地 - 博田龍惟 - ファイター翔豪（ユースフルデイズ）              | - 天野紗也加 - 窪田美沙 - CONOMI - 紗倉みく                 | 配信のみ    |
| 77  | 5月27日  | - 尾高裕樹 - 寺西優真 - 成井俊介 - ぷろたん - 堀拓海 - 山根亮              | - 安藤美姫 - 大森みち - 後藤郁 - 都丸紗也華                 | 0:26 - 1:26 |
| 78  | 6月2日   | - 北村太樹 - 塚本健太 - はっしーはっぴー（コンピューター宇宙） - 横濱翔希  | - 加藤ナナ - 黒宮しいか - たなかゆめ - 水池愛香             | 配信のみ    |
| 79  | 6月9日   | - 金崎廉太朗 - 鷺谷祐 - サツマカワRPG - 馬場皓也                           | - 爽香 - 成瀬心美 - 星咲るか - 松田つかさ                   | 配信のみ    |
| 80  | 6月16日  | - 井福一礼（ミスター大冒険。） - ジョナサン・シガー - 鈴木大介 - 若林司    | - 出岡美咲 - 佐竹真依 - 轟ちゃん - ミーナ                   | 配信のみ    |
| 81  | 6月23日  | （特別編・1人の女性を巡り男性2人がデート対決!）                            | （特別編・1人の女性を巡り男性2人がデート対決!）             | 配信のみ    |
| 82  | 7月1日   | - 鈴木晴也 - たかし（トレンディエンジェル） - 保田賢士郎 - 森友二          | - 樹乃 - 長﨑望未 - 西岡育未 - 細井菜月                     |             |
| 83  | 7月7日   | - 川上兼司 - 高木貫太（ストレッチーズ） - 新居すぐる - 山田栄輔            | - 児玉凛来 - 丹丹ミホ - 冨田エリィ - 渡邉菜ノ葉             | 配信のみ    |
| 84  | 7月14日  | - アサヒ（おさしミート） - 小原陸 - 小嶋映毅 - 新海航輝                    | - 青井春 - 徳江かな - 渕上ひかる - 美那心                   | 配信のみ    |
| 85  | 7月21日  | - 蒲谷ユウキ（オッパショ石） - げんπ - ジェイク・パーソンズ - YuSuKe       | - 池田清香 - 江藤菜摘 - 滋賀あやの - 大川成美               | 配信のみ    |
| 86  | 7月29日  | - 荒井日向 - こんどうようぢ - 拓郎 - 村上チハヤ                            | - きぃぃりぷ - 福岡みなみ - れいたぴ - 8467（やしろなな）   |             |
| 87  | 8月4日   | - 佐久本歩夢 - ShowyЯENZO - 富士岡青 - 柳田如那（ジネンジョ）              | - あいり - クレオ由貴 - 夏本あさみ - REN                    | 配信のみ    |
| 88  | 8月11日  | - 犬飼京 - 清宮海斗 - トパス・ジョンキンバルー - 三浦一馬（シイナ）        | - 尾崎ありさ - 奇跡 - 新田ミオ - 日向葵衣                   | 配信のみ    |
| 89  | 8月18日  | - 赤田功輝 - 安藤豪希 - 一色湊 - 佐藤大樹（クマムシ）                      | - あいめろ - 琥珀うた - なな茶 - 夏崎りか                   | 配信のみ    |
| 90  | 8月26日  | - 拳王 - 里吉峻 - バッドナイス常田 - 本田剛文（BOYS AND MEN）              | - 小浜桃奈 - 原つむぎ - 吉田莉桜 - 山口めろん               |             |
| 91  | 9月1日   | - 羽田将大 - 広瀬達也 - マエノリュウタ（モンローズ） - 柳川央徒            | - 愛萌なの - アレクサンドラ・ホタル - 滝嶌愛梨 - 蓮澄いろは | 配信のみ    |
| 92  | 9月8日   | - 荒井陸 - Den（リンダカラー∞） - 播磨しげ - 山田輝                        | - かえるちゃん - 佐倉絆 - 桜りん - てんちむ                 | 配信のみ    |
| 93  | 9月15日  | - 麻火佑太郎 - カズマ - 北園紫音 - まさや（SPIRAL-CLOWN.）                 | - 波田妃奈 - 船井美玖 - 三野宮鈴 - らいむたそ               | 配信のみ    |
| 94  | 9月23日  | - 伊藤庸介 - 後上千洋 - 向清太朗（天津） - 遊馬                            | - 圭叶 - せいせい（田向星華） - 鶴ハルナ - じゅなた         |             |
| 95  | 9月29日  | - 大久保輝人 - 立基 - 森大地 - 森下直人（ななまがり）                      | - 一色眞緒 - 澁谷果歩 - 中山明美里 - 村上りいな             | 配信のみ    |
| 96  | 10月6日  | - 金光竜佑 - ドギーマン冬弥 - 奈良いとまん - 義家淳平                      | - MIKA - みれい - もも - らんか                             | 配信のみ    |
| 97  | 10月13日 | - 内田裕大 - 佐藤弥憂 - 広田康人 - 薮正紘                                  | - 久世珠璃 - 佐々木萌香 - 篠原冴美 - 桃里れあ               | 配信のみ    |
| 98  | 10月21日 | - 北川智規 - 清水彗斗 - マーティン - RAiKI                                 | - 神谷えりさ - 神谷じゅりな - きぃぃりぷ - ゆうちゃみ       |             |
| 99  | 10月27日 | - 岩城滉太 - 長谷川慧人 - 牧屋宏幸 - むらせ                                | - 今井暖香 - 九条ねぎ - 猫宮あすか - 牧野澪菜               | 配信のみ    |
| 100 | 11月3日  | - ジャンボたかお（レインボー） - JP - 西野入流佳 - ぷろたん                | - 金子きょんちぃ - 都丸紗也華 - なちょす - れいたぴ         | 配信のみ    |
| 101 | 11月10日 | - 江原蓮 - 野澤輸出（ダイヤモンド） - 松本寛也 - MARCO                     | - 小倉早貴 - 宮藤あどね - 竹川由華 - 倭早希                 | 配信のみ    |
| 102 | 11月18日 | - 植野行雄（デニス） - くれは - 玉置優允 - 結城寛之                        | - 瑛茉ジャスミン - 小日向恵里香 - ダリちゅーる - 津野紘菜   | 0:25 - 1:25 |
| 103 | 11月24日 | - 西川俊介 - 藤光竜大朗 - ヤダヤムクン - 和地蓮二                          | - 下田あんな - 鈴木美緒 - 村中暖奈 - 吉川プリアンカ         | 配信のみ    |
| 104 | 12月1日  | - 一色湊 - 岡本宗史 - 鈴木大介 - マーティン                                | - 瑛茉ジャスミン - 小日向ゆか - 中川りな - 中野のぞみ       | 配信のみ    |
| 105 | 12月8日  | - 高田舟 - 鷺谷祐 - ひるちゃん（インポッシブル） - YO-HEY                  | - 阿久津真央 - 上運天美聖 - 桝田なほ - 吉田莉桜             | 配信のみ    |
| 106 | 12月15日 | - 川崎貴成 - 木村桜輔 - 佐藤大樹（クマムシ） - 濱屋拓斗                    | - 彩月 - 竹内花 - 中山来未 - 松本優                         | 配信のみ    |
| 107 | 12月23日 | - 伊藤庸介 - コージ・トクダ - 松尾ジョナタン - 三島涼                      | - 石原由希 - 成瀬心美 - 新田ミオ - 間宮みりあ               |             |

| 回  | 放送日  | 男性ゲスト                                                                  | 女性ゲスト                                                    | 特記     |
| --- | ------- | --------------------------------------------------------------------------- | ------------------------------------------------------------- | -------- |
| 108 | 1月5日  | - 拓郎 - バイク川崎バイク - 村越優汰 - 優太                                 | - 有本羽菜 - 伊藤愛真 - 芹那 - 森のんの                       | 配信のみ |
| 109 | 1月12日 | - 川上寛登 - 木村桜輔 - トパス・ジョンキンバルー - ノリ（バビロン）         | - 桜木美貴 - 桝田なほ - 松川菜々花 - ほのか                   | 配信のみ |
| 110 | 1月19日 | - 北澤大斗 - 児島歩夢 - 新海航輝 - むらせ                                   | - 藍野りな - 礒部希帆 - 日下部美愛 - 桜みゆ                   | 配信のみ |
| 111 | 1月27日 | - 小野竜輔（ダイヤモンド） - こんどうようぢ - 肥後遼太郎 - 和田正宏         | - 赤井沙希 - 大崎菜々子 - なな茶 - 森咲智美                   |          |
| 112 | 2月2日  | - 天野眞隆 - 大鶴肥満（ママタルト） - 鈴木大輔（10人ニキ） - ゆ〜き         | - 小島まゆみ - ぷにたん - リサ - 璃乃                         | 配信のみ |
| 113 | 2月9日  | - 板橋幸大 - 内田裕大 - 北畠亜斗夢 - 永見大吾（カベポスター）               | - おかもとまり - ほさかなな - まりめろ - みほとけ             | 配信のみ |
| 114 | 2月16日 | - 大原吉将 - どっこい翔平 - 杉浦大毅 - YuSuKe                               | - 木村葉月 - 都美 - 與儀ケイラ - よよよちゃん                 | 配信のみ |
| 115 | 2月24日 | - 一条ヒカル - 岡田康太 - 高木貫太（ストレッチーズ） - 竹内唯人             | - 川目モネ - 長﨑望未 - 仲沢のあ - 西村まどか                 |          |
| 116 | 3月2日  | - 小菅栞苑 - スーパー3助（にゃんこスター） - ぬりぼう - LIGHT               | - 相場詩織 - 琥珀うた - 葉月愛梨 - 間宮みりあ                 | 配信のみ |
| 117 | 3月9日  | - 赤田功輝 - カカロニ栗谷 - 鈴木大輔（10人ニキ） - 本田拓海                 | - 井川瑠音 - きぃぃりぷ - 白波瀬海来 - 村上結梨               | 配信のみ |
| 118 | 3月16日 | - かえぽん - 阪本（マユリカ） - 中谷（マユリカ） - トパス・ジョンキンバルー | - 石原由希 - 上原わかな - 桜りん - 中澤瞳                     | 配信のみ |
| 119 | 3月23日 | - 一条ヒカル - 小飼大輝 - 寺田寛明 - 立基                                   | - 小浜桃奈 - 高橋かの - 風吹ケイ - 南野巴那                   | 配信のみ |
| 120 | 3月31日 | - 池田航 - すがちゃん最高No.1（ぱーてぃーちゃん） - 田森就太 - 中村昌也     | - 圭叶 - 瀬戸なみ - 平塚千瑛 - 堀尾実咲                       |          |
| 121 | 4月6日  | - 鵜飼修一朗 - 鷺谷祐 - 七原嘉輝 - 野澤輸出（ダイヤモンド）                 | - 河村唯 - 菊池琳 - 冴木柚葉 - 令子                           | 配信のみ |
| 122 | 4月13日 | - 上村典弘（青色1号） - 松本寛也 - MiA - 山根亮                             | - カレン社長 - 山崎理彩 - ゆりあんぬ - 與儀ケイラ             | 配信のみ |
| 123 | 4月20日 | - 荒立竜次 - 日本一おもしろい大崎（ちゃんぴおんず） - 矢島愛弥 - 矢島名月   | - 花池ラヴィ（キャシー凛） - 白藤有華 - 村上結梨 - やしろなな | 配信のみ |
| 124 | 4月28日 | - 九条ジョー - 黒川大聖 - 徳永ゆうき - HAL                                  | - あいめろ - 川崎琴之 - 高橋成美 - でか美ちゃん               |          |
| 125 | 5月4日  | - 瓜田ジェリヤ - 岡本宗史 - 杉浦大毅 - 中嶋享（や団）                       | - 明石ゆいな - ひろかてん - 風吹ケイ - リアラ                 | 配信のみ |
| 126 | 5月11日 | - 栗谷（カカロニ） - 田森就太 - 村上チハヤ - 森大地                         | - 石原由希 - 上原亜衣 - 椚マイカ - HARUKAZE                   | 配信のみ |
| 127 | 5月18日 | - 高木貫太（ストレッチーズ） - 瀧航大 - 西川俊介                            | - 麻美ゆま - 橘舞 - 璃乃                                      | 配信のみ |
| 128 | 5月26日 | - 小飼大輝 - ずま（虹色侍） - ワタリ119                                     | - 井川瑠音 - 瑛茉ジャスミン - らんか                          |          |
| 129 | 6月1日  | - はまやねん（8.6秒バズーカー） - 義江和也 - 七原嘉輝                       | - 小田愛実 - 村上りいな - 小森ほたる                          | 配信のみ |
| 130 | 6月8日  | - すがちゃん最高No.1（ぱーてぃーちゃん） - 巳碧 - 朝食みるく                | - 瓜田レイア - 岡田サリオ - 上運天美聖                        | 配信のみ |
| 131 | 6月15日 | - 佐久本歩夢 - 藤本由伸 - 山本浩司（タイムマシーン3号）                     | - マーフィー波奈 - 辰巳シーナ - 琥珀うた                      | 配信のみ |
| 132 | 6月22日 | - 植野行雄（デニス） - 荒立竜次 - 奈良いとまん                              | - まるいるい - 森のんの - 新田ミオ                            | 配信のみ |
| 133 | 6月30日 | - バイク川崎バイク - 北村将清 - 麻火佑太郎                                  | - 小日向恵里香 - あおぽん - 藤井マリー                        |          |
| 134 | 7月6日  | - 長谷川俊輔（クマムシ） - 直昌宏 - 松下▽                                   | - 椚マイカ - 出町杏奈 - 相沢菜々子                            | 配信のみ |
| 135 | 7月13日 | - ぬりぼう - 山口拳矢 - しゅん                                              | - たかなし亜妖 - 小倉早貴 - 藍野りな                          | 配信のみ |
| 136 | 7月20日 | - ムラジュン - こめお - つかけん                                            | - 蓮澄いろは - あおぽん - イ・リン                            | 配信のみ |
| 137 | 7月28日 | - 栗谷（カカロニ） - 池田幸司 - 山澤礼明                                    | - かとう唯 - 東坂みゆ - はろーあにー                          |          |
| 138 | 8月3日  | - 野澤輸出（ダイヤモンド） - 西野入流佳 - 伊藤庸介                          | - 八木沙季 - 松白愛 - 白波瀬海来                              | 配信のみ |
| 139 | 8月10日 | - ロングサイズ伊藤（や団） - YUSHI - 尾崎優太                               | - 油浦桃 - 小杉怜子 - 安納サオリ                              | 配信のみ |
| 140 | 8月17日 | - 日本一おもしろい大崎（ちゃんぴおんず） - 白百合慶祐 - 拓郎                | - 上原沙弓理 - 波北果穂 - 田所伶海                            | 配信のみ |
| 141 | 8月24日 | - バッドナイス常田 - 岩城滉太 - 暮れの酉                                    | - ミッシェル愛美 - 中村真帆 - 佐藤佳奈子                      | 配信のみ |
| 142 | 9月1日  | - スーパー3助（にゃんこスター） - 星野陽介 - 鈴木大介                       | - パピコ - 高橋成美 - 南野巴那                                |          |
| 143 | 9月7日  | - ワタリ119 - 市川欣希 - 鷲谷祐                                             | - 堀尾実咲 - 胡桃そら - 小日向恵里香                          | 配信のみ |
| 144 | 9月14日 | - 原田フニャオ（ダンビラムーチョ） - 山川そうき - 上松康一郎                | - 成瀬心美 - きぃぃりぷ - 未梨一花                            | 配信のみ |
| 145 | 9月21日 | - 武井壮 - 村越優汰 - 内田裕大                                              | - マーフィー波奈 - 琴井ありさ - 藤川らるむ                    | 配信のみ |
| 146 | 9月29日 | - はまやねん（8.6秒バズーカー） - 大江裕 - マーティン                       | - 入山杏奈 - 璃乃 - 岡田サリオ                                |          |

## スタッフ
- ナレーター：逢田梨香子
- 企画・監修：秋元康
- 構成：水野英昭、日高ユウキ、エモペイ
- CAM：芳川和也
- 音声：村本達弥
- ヘアメイク：アートメイク・トキ
- 美術進行：山本和記
- 編集：門馬卓哉
- MA：土屋翼
- 音効：古川市郎
- TK：勝俣みふじ
- デザイン統括：岡聡煕
- デザイン：原利加子
- CGデザイン：清野啓太、冨田良磨、青木崇
- 編成：熊谷和也、馬渕真太朗
- 宣伝：榎本梢絵
- 技術協力：SWISH JAPAN、RAFT、AP、東京オフラインセンター
- 制作協力：U-FIELD
- AD：堀江亮志、河野彩香
- AP：市川舞子、太田翔子、本山ひかる
- キャスティングプロデューサー：大内登
- ディレクター：若菜久利、折茂健一、中島太一、柚木雅博
- 演出：新沢学
- プロデューサー：濱崎賢一、上原敏明、杉本美幸、鈴木麻美
- ゼネラルプロデューサー：郷力大也
- 制作著作：テレビ朝日、ABEMA

### 過去のスタッフ
- ナレーター：林美桜（テレビ朝日アナウンサー、第7回・第58回）、渡辺理沙（第69回・第104回）
- CAM：山脇吉記
- MA：髙橋友樹、髙橋依里
- 編成：泉良樹、岡村地郎
- AD：里中嶺王、浜田志音、大谷郁哉、藤井一希、竹嶋和樹、竹内翔大、徳田茜、羽鳥朝美、浅田真由
- AP：藤林千絵
- ディレクター：地濃愛、藤原将人、新井孝輔
- 演出：竹原信太郎、高橋佑輔
- プロデューサー：寿崎和臣
- ゼネラルプロデューサー：寺田伸也